# Nirmanakaja
Nirmanakaja (skt. nirmanakāya निर्माण काय, tyb. tulku, chiń. huashen 応身; kor. hwasin; jap. ōjin, wiet. hóa thân; Ciało Emanacji) — jedno z trzech ciał buddy – ciało przejawienia, emanacji, które jest formą buddy dostępną percepcji zwykłych istot. Jest to ciało, w którym buddowie ukazują się ludziom na Ziemi, aby zrealizować swoje postanowienie wyzwolenia wszystkich istot. W mahajanie jest nim Siakjamuni oraz buddowie, którzy pojawili się przed nim lub pojawią się po nim, np. Budda Maitreja. W Diamentowej Drodze, czyli w Wadżrajanie, każdy zjawiskowy aspekt emanacji uważa się za ekspresję ciała lamy, pomimo że Pełne Doskonałe Ciało Nirmanakai ze wszystkimi cechami zamanifestował Siakjamuni Budda.
8 cech:
1. podstawa, jaką jest Dharmakaja
2. przyczyna, współczucie dla wszystkich czujących istot
3. miejsce, czyste i nieczyste krainy
4. trwanie, nieprzerwane dopóki istnieje samsara
5. charakter, 3 rodzaje emanacji: twórcze jako np. artyści, emanacje w zwykłych ciałach, doskonałe ciało nirmanakai o 12 czynach
6. inspirowanie, naucza czujące istoty, by osiągnęły nirwanę
7. osiąganie dojrzałości, prowadzi czujące istoty do doskonałej dojrzałości duchowej
8. wyzwalanie, wyzwala czujące istoty

12 czynów:
1. odrodzenie w świecie nieba Tushita
2. zajęcie miejsca w łonie (matki)
3. narodziny w naszym świecie
4. opanowanie mistrzostwa w światowych naukach i dyscyplinach
5. radość z przyjemności dostatku i towarzystwa przyjaciółek
6. wyrzeczenie się świata i światowych celów
7. ascetyczne wysiłki
8. udanie się do miejsce oświecenia pod drzewem Bodhi
9. pokonanie armii negatywnych mocy
10. osiągnięcie doskonałego oświecenia
11. obrócenie kołem Dharmy
12. zamanifestowanie nirwany